# Gopherus evgoodei
La tortuga sinaloense de matorral (Gopherus evgoodei) es una especie de tortuga de la familia Testudinidae nativa de las selvas secas y los matorrales xerófilos de los estados de Sonora y Sinaloa, en México. Su epíteto evgoodei hace honor al empresario hotelero y conservacionista Eric Goode, fundador de la asociación Turtle Conservancy, dedicada a la preservación mundial de las tortugas.

## Distribución y hábitat
Gopherus evgoodei es una especie que habita en las selvas secas y matorrales xerófilos de la región sur del estado de Sonora y norte del estado de Sinaloa. Su distribución aproximada es de 24,00 km² y se establece alrededor de los 200-300 m s. n. m.
Esta especie ocupa colinas y montañas bajas, en las selvas secas y en la zona de transición entre selva seca y matorral xerófilo desértico. Su hábitat es abundante en afloramientos rocosos y peñascos, aunque en terreno con sin tantos cambios de terreno se pueden observar solo algunas rocas grandes. A diferencia del inclemente calor que existe en el semi-desierto, donde vive pariente cercana la tortuga de desierto (Gopherus morafkai), la abundancia de arbustos, matorrales y algunos tipos de árboles caducifolios hace que en el suelo de este ecosistema haya mayor sombra y menor calor ambiental.

## Descripción
Es una tortuga pequeña de alrededor de 25 a 30 cm de largo. Su caparazón es más aplanado que otras tortugas del género y de color naranja negruzco, su piel es solo un poco más clara pero siempre con la base de anaranjado oscuro. En la articulación humeral/radial presentan abundantes escamas con forma de pequeños espolones y las de las patas delanteras son más abultadas. En la base de las patas traseras se puede observar que poseen una almohadilla más pronunciada que en otras tortugas del mismo género.
A diferencia de otras tortugas terrestres, Gopherus evgoodei presenta una cola relativamente pequeña tanto en machos como en hembras y solo por medio de la convexidad del plastrón se puede saber cual es el sexo del individuo.

## Alimentación
Todavía no se sabe mucho de la alimentación de estas tortugas, pero se puede suponer se alimentan de pastos, hierbas, hojas de arbustos y cactáceas que encuentran es su medio. 

## Comportamiento
Su actividad depende de las lluvias estacionales y el crecimiento de la vegetación. Su periodo de actividad va de junio a noviembre, para después hibernar en la época seca. En cuanto a la realización de sus madrigueras, esta especie excava su madrigueras bajo rocas o modifica cavidades ya existentes, y se tiene documentado que llegan a ocupar varias madrigueras al año. Todavía faltan más estudios para documentar su comportamiento y reproducción.

## Conservación
La mayor amenaza que afronta esta especie es gracias a la ganadería y la agricultura, en las cuales la tala y quema de vegetación hace aumente la temperatura del suelo y se erosione la tierra, por lo que las tortugas quedan desprovistas del ambiente idóneo para su desarrollo y supervivencia. Si bien su hábitat abarca las Áreas Naturales Protegidas de la Sierra de Álamos-Rio Cuchujaqui y la de Monte Mojino. Esto no es suficiente, por lo que la asociación estadounidense The Turtle Conservancy se encuentra en planes de crear una reserva privada para conservar a esta nueva especie. 
Actualmente ni la Norma Oficial Mexicana (NOM-059-SEMARNAT) ni la IUCN reconocen a Gopherus evgoodei y Gopherus morafkai como especies, por lo que se catalogan (como anteriormente se hacía) como Gopherus agassizii.
Otras amenazas que afrontan son la fragmentación de su hábitat, las actividades mineras y la captura para uso como mascota.